# Thatta
Thatta of Thatto (Urdu: ٹھٹہ, Sindhi:ٺٽو) is een stad met zo'n 220.000 inwoners in de provincie Sind in Pakistan. De stad is gelegen aan de monding van de rivier de Indus.

## Geschiedenis
De stad was de hoofdstad van de Onder-Sindh vanaf de 14e eeuw. Vanaf 1592 werd de stad door het Mogolrijk bestuurd. De Vereenigde Oostindische Compagnie had in Thatta een handelskantoor. Aan de monding van de rivier de Indus was een comptoir waar allerlei soorten stoffen werden ingekocht. Handelscontact was er tussen 1632 en 1757, tussen 1660-1662 was er ook een factorij.
De vroeg-islamitische necropolis Makli vlak bij de stad werd in 1981 door UNESCO tot werelderfgoed verklaard.